# Йорген Шелвік
Йорген Шельвік (норв. Jørgen Skjelvik, нар. 5 липня 1991, Госле) — норвезький футболіст, півзахисник клубу «Лос-Анджелес Гелаксі».

## Клубна кар'єра
Вихованець норвезького клубу «Стабек». У квітні 2009 року, Йорген потрапив в основний склад «Стабека». Його дебют відбувся в Кубку Норвегії, в травні 2009 року. За тиждень гравець дебютував за команду і в чемпіонаті.
2 серпня 2011 року, шведський «Гельсінгборг» взяв Йоргена в оренду до кінця сезону. Його дебют у новій команді відбувся 14 серпня, у грі проти «Треллеборга». У складі «Гельсінгборга» Шельвік виграв чемпіонат і Кубок Швеції, проте основним гравцем так і не став.
На початку 2012 року Йорген перейшов у «Кальмар». У новому клубі він швидко став гравцем основного складу. Однак, на початку сезону 2013 року отримав важку травму і втратиа місце в основі, провівши за «Кальмар» всього кілька ігор.
У липні 2013 року Йорген підписав контракт на 4,5 роки з норвезьким «Русенборгом». Свою першу гру за клуб він зіграв 21 серпня проти «Волеренги», у чвертьфіналі Кубку Норвегії. До завершення контракту наприкінці 2017 року відіграв  за команду з Тронгейма 108 матчів у чемпіонаті.
15 грудня 2017 року на правах вільного агента став гравцем клубу «Лос-Анджелес Гелаксі» з північноамериканської Major League Soccer.

## Виступи за збірні
2009 року дебютував у складі юнацької збірної Норвегії, взяв участь у 11 іграх на юнацькому рівні, відзначившись одним забитим голом.
З 2011 року залучався до складу молодіжної збірної Норвегії, якій допоміг вийти на молодіжне Євро-2013, проте на сам турнір не поїхав через травму. Всього на молодіжному рівні зіграв у 7 офіційних матчах.
15 листопада 2013 року дебютував в офіційних матчах у складі національної збірної Норвегії в товариській грі проти збірної Данії (1:2), замінивши на 64 хвилині Тома Геглі. Наразі провів у формі головної команди країни 7 матчів.
| Дата       | Місто    | Господарі | Результат | Гості    | Турнір           | Голи | Примітки |
| ---------- | -------- | --------- | --------- | -------- | ---------------- | ---- | -------- |
| 15/11/2013 | Гернінг  | Данія     | 2 – 1     | Норвегія | товариський матч | -    |          |
| 15/01/2014 | Абу-Дабі | Молдова   | 1 – 2     | Норвегія | товариський матч | -    |          |
| Усього     |          | Матчів    | 2         |          | Голів            | 0    |          |

## Титули і досягнення
- Володар Суперкубка Норвегії (1):

«Стабек»: 2009
- Чемпіон Швеції (1):

«Гельсінгборг»: 2011
- Володар Кубка Швеції (1):

«Гельсінгборг»: 2011
- Чемпіон Норвегії (2):

«Русенборг»: 2015, 2016
- Володар Кубка Норвегії (2):

«Русенборг»: 2015, 2016
- Володар Суперкубка Норвегії (1):

«Русенборг»: 2017